# Stráně u Kochánek
Stráně u Kochánek este o arie protejată (arie specială de conservare — SAC, sit de importanță comunitară — SCI) din Republica Cehă întinsă pe o suprafață de 3,88 ha, integral pe uscat.

## Localizare
Centrul sitului Stráně u Kochánek este situat la coordonatele 50°17′17″N 14°46′23″E / 50.288056°N 14.773056°E.

## Înființare
Situl Stráně u Kochánek a fost declarat sit de importanță comunitară în mai 2016 pentru a proteja un număr necunoscut de specii din flora spontană și fauna sălbatică aflate în arealul zonei. Situl a fost protejat și ca arie specială de conservare în februarie 2020.

## Biodiversitate
Situată în ecoregiunea continentală, aria protejată conține 1 habitat natural: Formațiuni de Juniperus communis pe lande sau pajiști calcaroase.
La baza desemnării sitului se află un număr nedeclarat de specii protejate.